# Grube Birkengang
Die Grube Birkengang ist ein ehemaliges Steinkohlenbergwerk im bis 1935 zu Eschweiler gehörenden südlichen Ort Birkengang. Sie gehört zu den so genannten Außenwerken des Eschweiler Kohlbergs im Inderevier. Noch heute findet man im benachbarten Eschweiler Stadtviertel Siedlung Waldschule und im Eschweiler Stadtwald knapp unter der Erdoberfläche Kohle.

## Lage

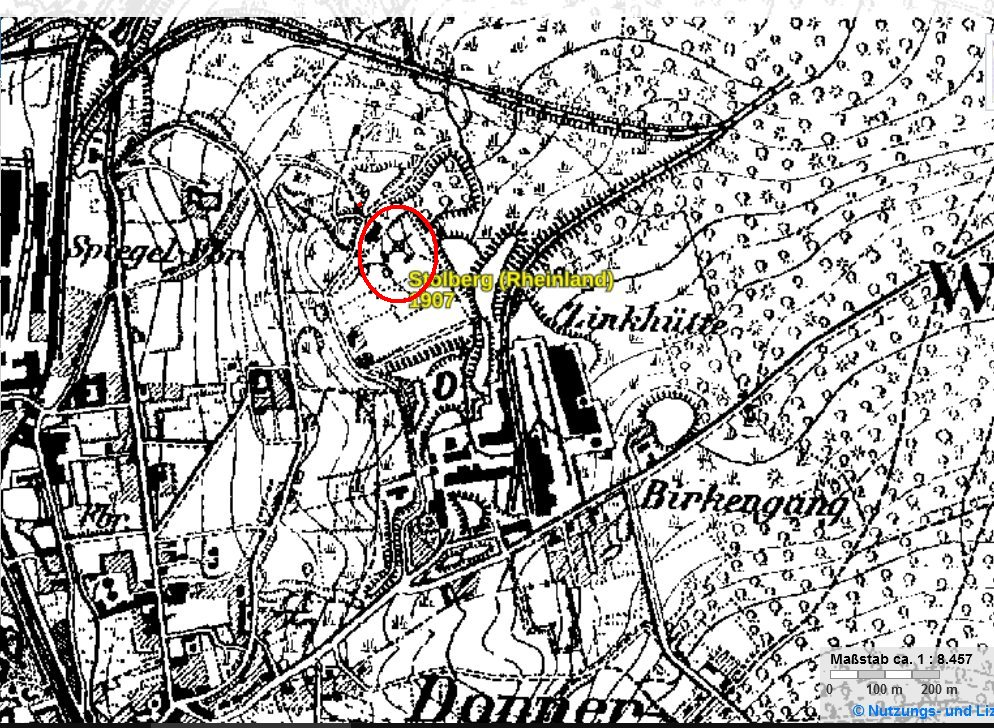
Stillgelegte Grube Birkengang, 1803 bis 1883

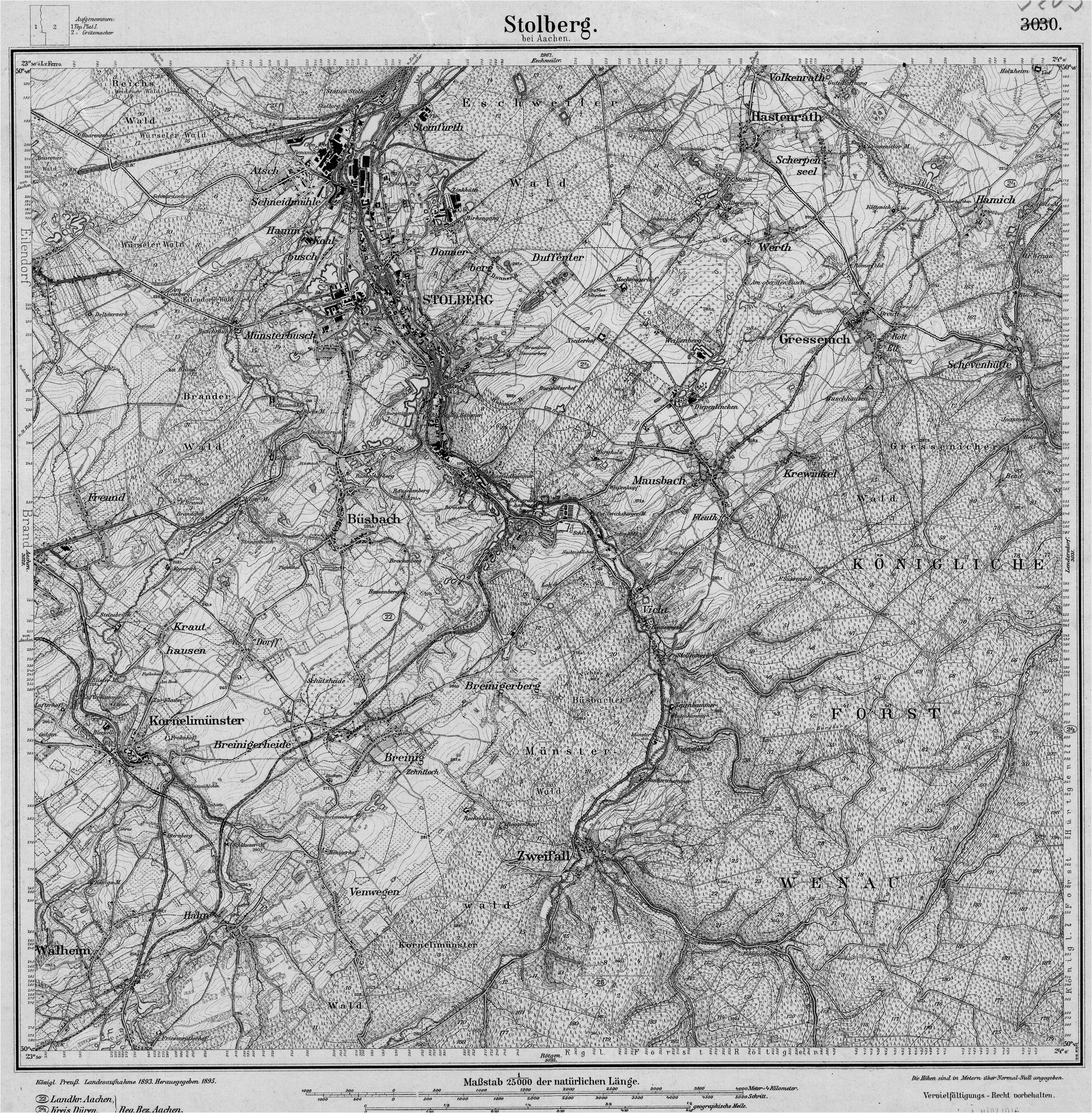

Das Grubenfeld ist einzusehen in einer Karte der Uni München.

## Geschichte
Erstmals erwähnt wird Pingenabbau im „Birkenkohl“ bzw. „Birkenwerk“ in einem Rechnungsbericht des Eschweiler Bergvogtes und Bergmeisters Thomas Borcken im Jahre 1581.
1803 belehnte Napoléon Bonaparte die Familie Wültgens mit dem ganzen Eschweiler Kohlberg sowie insbesondere den Gruben „Centrum“ und „Birkengang“. Bergwerksdirektor war Ingenieur Johann Heinrich Graeser. 1812 wurde ein durch Pferdegöpel betriebener Schacht, der die alte Handhaspel ersetzt, neu hergerichtet und bis auf 125 Meter Teufe ausgebaut, wo sich das von Südwest nach Nordost verlaufende Flöz „Großkohl“ zwischen den Flözen „Krebs“ und „Breitgang“ befand. Die für den Eschweiler Raum große Mächtigkeit dieses Flözes ließ einen ertragreichen Abbau erwarten, jedoch reichte die verfügbare Pumpenleistung zur Entwässerung der Grube nicht aus, und 1816 wurde der Betrieb nach einem außergewöhnlich nassen Sommer ganz eingestellt.
1817 wurde jedoch ein neuer Wasserhaltungsschacht abgeteuft, wobei über den „Göpelschacht“ weiter gefördert wurde. Mit dem Bau des Schachtes „Christine“ für die Flöze „Kleinkohl“ und „Großkohl“ wurde 1834 begonnen und die 40-PS-Dampfmaschine des Schachts „Neugroßkohl“ der „Grube Centrum“ installiert. 1841 waren ihre Kohlevorräte der bei 138 m angesetzten Sohle erschöpft. 1847 scheiterte an wiederum außerordentlich starken Wasserzugängen ein Versuch, weitere Kohlevorräte für die benachbarte Zinkhütte Birkengang zu erschließen, 1855 jedoch gelang ein zweiter. Im selben Jahr sind in der Grube 302 Bergarbeiter beschäftigt. 1857 wurde mit dem Bau des Schachtes „Mathias“ begonnen, durch den 1862 bei 183 m ein Durchschlag zum Abbaubetrieb des Schachtes „Christine“ erfolgte. 1865 förderte die Grube 17.189 Zentner Kohle (rund 860 t) und lag damit deutlich hinter der „Grube Centrum“ mit 3.640.576 Zentnern und den Gruben „Atsch“ und „Propstei“.

### Das Ende des Bergwerks
Nach dem Abbau der Flöze wurde die Grube „Birkengang“ zusammen mit dem Schacht „Kronprinz“ der Grube „Centrum“ 1883 aufgegeben – als vorletzte Grube in der von 1870 bis 1891 andauernden Stilllegungswelle. In einer Karte von 1910 sind sieben Gruben im Bereich des Eschweiler Stadtwaldes sowie die „Grube James“ als aufgegeben eingezeichnet. Das Grubengelände befand sich nordnordwestlich der gleichnamigen Zinkhütte.
Die „Birkengangstraße“ an der Donnerberg-Kaserne und das 1935 zu Stolberg gekommene Stadtviertel Birkengang sind nach der Grube benannt.